# 하회동탈박물관
하회동탈박물관은 경북 안동에 위치한 국내외의 여러 가지 탈을 수집 전시하는 박물관이다.

## 정보
- 개관 시간: 09:30~18:00
- 휴관일: 설날, 추석

## 같이 보기
- 안동 하회마을
- 하회탈